# Amanida Cèsar
L'amanida Cèsar és una amanida mexicana elaborada amb enciam romà condimentat amb suc de llimona, oli d'oliva, ou, salsa Worcestershire, all, i pebre negre, i guarnit amb crostons i formatge parmesà. En restaurants, es prepara a vegades al costat de la taula. L'amanida va rebre el seu nom del suposat inventor, Caesar Cardini.

## Recepta i variacions
Encara que als Estats Units es venen l'amaniment Cèsar en ampolles, al restaurant d'on va sorgir l'amanida, l'enciam es condimentava a la taula en una escudella de fusta. Es talla un gra d'all per la meitat i es frega l'escudella amb els trossos d'all. Es trenca l'ou (cru o cuit lleugerament) en l'escudella i es remena amb el suc de llimona, salsa Worcestershire, i pebre negre, i llavors aquest es combina amb l'oli. S'afegeix l'enciam i després el formatge ratllat i els crostons. Se serveix a vegades sense tallar l'enciam, per tal que els comensals agafin les fulles per la tija; alguns mantenen que l'amanida se serveix així al restaurant de Cardini.
La recepta de Cardini no conté anxoves afegides directament, però la salsa Worcestershire normalment es fa amb una quantitat petita d'anxoves. Moltes receptes per l'amanida inclouen una anxova triturada pel seu sabor salat i algunes amaniments Cèsar comercials les inclouen. Per fer una version de l'amanida adequada per als vegetarians és necessari emprar salsa Worcestershire sense anxoves.
Als Estats Units, l'amanida Cèsar és un dels plats més populars a restaurants, amb versions tant a restaurants de menjar ràpid com a restaurants cars. L'amaniment Cèsar és disponible en botelles i fins en paquets; l'amanida es pot fer o amb crostons fets a casa o amb els venuts en paquets. El formatge pot ser parmesà genuí, o imitacions de qualitat variable. Es serveix també com a plat principal lleuger amb l'addició de carn, més freqüentment la carn de pollastre cuita a la graella, però a vegades amb pit de pollastre arrebossat i fregit, amb salmó, o amb gambes.
Altres variacions ocasionals afegeixen cebes, tomàquet, olives, cansalada, tàperes, o fins alvocat. El formatge a vegades es reemplaça amb formatge d'Asiago.

## Origen

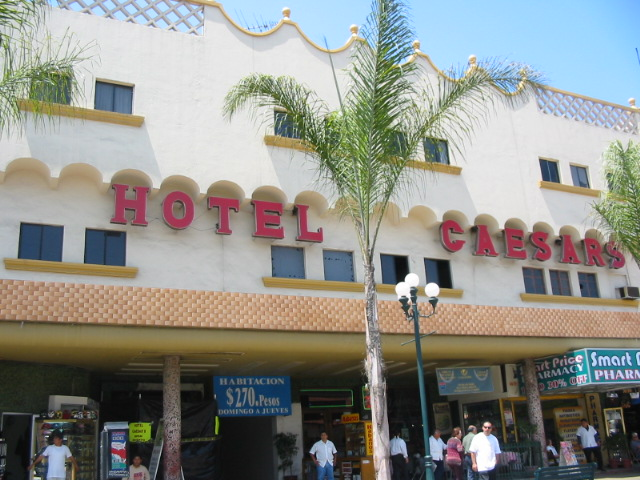
Hotel Caesar's, el restaurant on fou inventat l'amenida Cèsar.

La invenció de l'amanida Cèsar és atribuïda a Caesar Cardini, un xef i propietari de restaurants a San Diego i Tijuana, aquest per a atreure clients estatunidencs durant els anys de la llei seca. Segons la seva filla, Rosa, cuinava en el restaurant a Tijuana el Dia de la Independència dels Estats Units en 1924 quan, amb més clients que normal, la cuina va estar a punt d'acabar-se de provisions. Cardini va improvisar l'amanida amb aliments disponibles al restaurant i va afegir el toc de preparar-la a la taula per a crear un aire dramàtic.
Alguns empleats del restaurant han mantingut que van inventar l'amanida i que Cardini es va apropiar la recepta; l'amanida no seria descrita fins que va aparèixer en la carta d'un restaurant a Los Angeles en 1946. Cardini no va obtenir una marca comercial per al plat i avui als Estats Units més d'una dotzena de varietats de l'amaniment es venen en botelles amb el seu nom.